# 乔冈龙属
乔冈龙（属名：Choconsaurus）是植食性蜥脚类恐龙已灭绝的一个属，属于巨龙形类，生存于白垩纪末期的阿根廷。
化石发现于内乌肯省埃尔乔冈村，据报道在那里发现了蜥脚类的遗骸。2017年，模式种威氏乔冈龙（Choconsaurus baileywillisi）由伊迪斯·西蒙（Edith Simón）、莱昂纳多·萨尔加多（Leonardo Salgado）和豪赫·奥兰多·卡尔沃（Jorge Orlando Calvo）等人正式命名、叙述。属名取自化石发现地埃尔乔冈村，种名致敬美国地质学家贝利·威利斯（Bailey Willis），他在1910至1914年间叙述了该地区的地层。
正模标本发现于森诺曼阶晚期的乌因库尔组，由缺少颅骨的部分骨骼组成，包括颈椎、背椎、尾椎和部分四肢骨骼，是2017年发现的最完整的基干泰坦巨龙类骨骼。
叙述者确定了一些鉴别特征。在颈椎上，后关节面上缘几乎不发育。在第一节椎骨上，下椎弓突两侧皆有非常大的次级突起。椎体和后段椎骨有一个额外的嵴，位于从外侧突出延伸到椎体的后嵴和平行于主嵴的次嵴之间。前段尾椎的后下椎弓突次级关节有一个突出物。
乔冈龙在其2017年的叙述文章中被归入基干泰坦巨龙类演化支，位于真泰坦巨龙类之外。